# Симонов, Никита Дмитриевич
Никита Дмитриевич Симонов (род. 16 июля 1996, Новоалександровск, Ставропольский край) — азербайджанский (до 2018 года российский) гимнаст. Член сборной Азербайджана по гимнастике. Серебряный призёр чемпионата Европы (2024).

## Карьера
Родился 16 июля 1996 года в Новоалександровске. Начал заниматься спортом в 2001 году в Южно-Сахалинске. Окончил Воронежский государственный институт физической культуры.
Мастер спорта России.
Мастер спорта международного класса Азербайджана.
2 марта 2019 года Международной федерацией гимнастики присвоено звание гимнаста мирового класса.
Тренерами Симонова являются Руслан Иргашев, Эльдар Сафаров.
Выступает за спортивный клуб «Оджаг».
Выступает в упражнениях с кольцами.
С 2018 года выступает за Азербайджан.
На Кубке мира по спортивной гимнастике 2019 серии Челендж в Копере (Словения) занял 1 место.
На кубке мира серии Челендж в июне 2019 года в Осиек (Хорватия) также занял 1 место.
На кубке мира 2019 года в Баку занял 2 место.
В сентябре 2021 года в Сомбатхей завоевал золотую медаль Гран При Венгрии по спортивной гимнастике.
На V играх исламской солидарности в августе 2022 года завоевал серебряную медаль.
На кубке мира серии Челендж 2022 года в Осиек (Хорватия) занял 3 место. На кубке мира серии Челендж 2022 года в Варне (Болгария) занял 1 место. На кубке мира 2022 года в Баку занял 2 место.
На кубке мира 2022 года в Дохе (Катар) занял 3 место.
Вошёл в 10 лучших гимнастов 2019 и 2022 года в Азербайджане.
На чемпионате мира 2023 года в Антверпене (Бельгия) занял 5 место.
На Кубке мира серии Челендж 2023 года в Мерсине (Турция) завоевал золотую медаль.
На Кубке мира 2023 года в Каире (Египет) занял 1 место.
В марте 2023 года на Кубке мира по спортивной гимнастике 2023 в Баку завоевал золотую медаль.
На Кубке мира 2023 года в Дохе (Катар) занял 3 место.
В июле — августе 2023 года в составе сборной Азербайджана участвовал в XXXI Летней Универсиаде.
Вошёл в 10 лучших спортсменов 2023 года в Азербайджане.
В феврале 2024 года на Кубке мира по спортивной гимнастике 2024 в Котбусе (Германия) занял 1 место.
На Кубке мира 2024 года в Каире (Египет) занял 1 место.
17 марта 2024 года на турнире «AGF Trophy 2024», прошедшем в Баку, завоевал золотую медаль в упражнениях на кольцах.
27 апреля 2025 года на Кубке мира по спортивной гимнастике в Каире (Египет) завоевал серебряную медаль в упражнениях на кольцах, набрав 14,333 балла.